# Julio Mozzo
Julio Mozzo, vollständiger Name Julio Fabián Mozzo Valdéz, (* 20. April 1981 in Montevideo) ist ein ehemaliger uruguayischer Fußballspieler und heutiger -trainer.

## Karriere

### Verein
Der 1,84 Meter große Mittelfeldakteur Mozzo gehörte zu Beginn seiner Karriere von 2000 bis Ende 2006 der Mannschaft Central Españols an, für die er in der Saison 2004 in 20 Spielen und in den Spielzeiten 2005/06 sowie 2006/07 in 16 (zwei Tore) bzw. 14 (drei Tore) Spielen der Primera División auflief. Anschließend war Mozzo bis Ende 2009 beim Club Atlético Peñarol aktiv, für den er saisonübergreifend 48 Partien in der höchsten uruguayischen Spielklasse absolvierte und dabei sechs Treffer erzielte. Zudem kam er zweimal (kein Tor) in der Copa Libertadores 2009 zum Einsatz. In der ersten Jahreshälfte 2010 stand er in Reihen des griechischen Klubs Anagennisi Karditsa. Ab Juli 2010 spielte Mozzo ein Jahr lang für Independiente Rivadavia. Bei den Argentiniern wurde er in 31 Ligabegegnungen eingesetzt und schoss vier Tore. Anschließend folgte eine Karrierestation bei Rosario Central. In der Saison 2011/12 bestritt er dort 28 Ligaspiele (kein Tor) und zwei Aufeinandertreffen (ein Tor) der Copa Argentina. Ende Juli 2013 wechselte er zu Atlético Tucumán. Beim Klub aus San Miguel de Tucumán wirkte er in elf Partien (kein Tor) der Primera B Nacional mit. Im Januar 2014 verpflichtete ihn Douglas Haig. In der Mannschaft des in Pergamino ansässigen Vereins traf er dreimal bei 21 Ligaeinsätzen ins gegnerische Tor. Ab Juli 2014 setzte er seine Laufbahn beim CA Talleres fort, für den er 16 Partien (ein Tor) im Torneo Argentino A und zwei nationale Pokalspiele (ein Tor) absolvierte. Im Januar 2015 trat er ein bis Mitte Februar 2016 währendes Engagement bei Ferro Carril Oeste an. Dort stehen für ihn 36 Einsätze (ein Tor) in der Primera B Nacional und zwei (kein Tor) in der Copa Argentina zu Buche. Im Anschluss daran folgte ein Wechsel innerhalb Argentiniens zum Club Atlético Fénix. In dessen Mannschaft kam Mozzo bei 16 Spielen der Primera B Metropolitana zum Einsatz und konnte einen persönlichen Torerfolg vorweisen. Seit Mitte Juli 2016 ist der Club Atlético Platense sein Arbeitgeber. Bislang (Stand: 16. Juli 2017) bestritt er dort 22 Ligaspiele (kein Tor).

### Nationalmannschaft
Mozzo debütierte am 4. Februar 2003 beim mit 4:2 im Elfmeterschießen (1:1) gewonnenen Spiel gegen die iranische Auswahl im Rahmen des Carlsberg Cup unter Trainer Gustavo Ferrín in der uruguayischen A-Nationalmannschaft, als er in der 80. Spielminute für Kapitän Martín Ligüera eingewechselt wurde. 2007 wurde er in den beiden Länderspielen gegen Kolumbien (7. Februar 2007) und Südafrika (12. September 2007) erneut von Nationaltrainer Óscar Tabárez in der „Celeste“ eingesetzt. Ein Länderspieltor gelang ihm nicht. Weitere internationale Einsätze kamen ebenfalls nicht hinzu.